# Liste der Biografien/Heu
Liste der Biografien |
Portal Biografien |
Personensuche
# |
A |
B |
C |
D |
E |
F |
G |
H |
I |
J |
K |
L |
M |
N |
O |
P |
Q |
R |
S |
T |
U |
V |
W |
X |
Y |
Z |
?
 
Ha |
Hd |
He |
Hi |
Hj |
Hk |
Hl |
Hm |
Hn |
Ho |
Hr |
Hs |
Ht |
Hu |
Hv |
Hw |
Hy
 
Hea |
Heb |
Hec |
Hed |
Hee |
Hef |
Heg |
Heh |
Hei |
Hej |
Hek |
Hel |
Hem |
Hen |
Heo |
Hep |
Heq |
Her |
Hes |
Het |
Heu |
Hev |
Hew |
Hex |
Hey |
Hez
Die Liste der Biografien führt alle Personen auf, die in der deutschsprachigen Wikipedia einen Artikel haben. Dieses ist eine Teilliste mit 520 Einträgen von Personen, deren Namen mit den Buchstaben „Heu“ beginnt.

## Heu
- Heu, Georg (* 1965), österreichischer Fußballtorhüter und -trainer
- Heu, Josef (1876–1952), österreichischer Bildhauer

### Heua
- Heuäcker, Paul (1899–1969), deutscher Schachstudienkomponist

### Heub
- Heubach, Carl Christian (1769–1797), deutscher Pädagoge und Altphilologe, Beamter der französischen Administration
- Heubach, Ernst (1897–1978), deutscher Jurist, Verwaltungsbeamter und Landrat
- Heubach, Friedrich Wolfram (* 1944), deutscher Psychologe, Professor der Psychologie
- Heubach, Heike (* 1979), deutsche Politikerin (SPD), MdBHeike Heubach (* 1979)

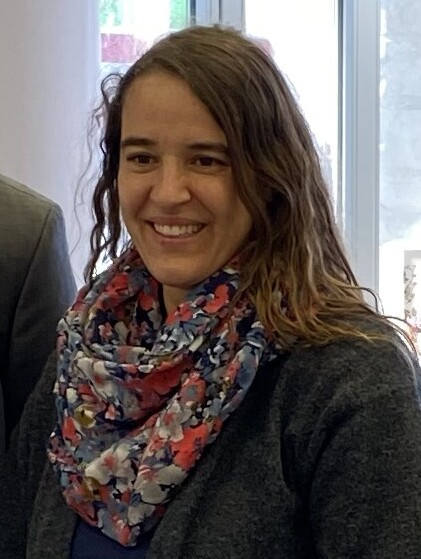
Heike Heubach (* 1979)

- Heubach, Jeroen (* 1974), niederländischer Fußballspieler
- Heubach, Joachim (1925–2000), deutscher evangelisch-lutherischer Theologe und Landesbischof
- Heubach, Johann Friedrich (1800–1861), deutscher Landwirt und Politiker
- Heubach, Julius (1870–1923), deutscher Ingenieur
- Heubach, Martin (* 1954), deutscher Kirchenmusiker und Dirigent
- Heubach, Michael (* 1950), deutscher Rockmusiker und Komponist
- Heubach, Tim (* 1988), deutscher Fußballspieler
- Heubach, Walter (1865–1923), deutscher naturwissenschaftlicher Maler und Tierillustrator
- Heubacher-Sentobe, Margarethe (* 1945), österreichische Architektin
- Heubaum, Horst (* 1936), deutscher Botschafter
- Heubaum, Monika (* 1954), deutsche Politikerin (SPD), MdB
- Heubaum, Werner (1931–2018), deutscher Politiker (SPD), MdA, Staatssekretär
- Heubeck, Alfred (1914–1987), deutscher Klassischer Philologe
- Heubeck, Fritz (* 1949), deutscher Fußballspieler
- Heubeck, Georg (1911–1989), deutscher Versicherungsmathematiker
- Heubeck, Max (* 1974), deutscher Fantasyautor
- Heubeck, Werner (1923–2009), deutsch-britischer Verkehrsfachmann
- Heubel, Alexander (1813–1847), deutsch-baltischer Historien- und Porträtmaler der Düsseldorfer Schule
- Heubel, George (1849–1896), deutscher Baseballspieler
- Heubel, Günther (1871–1945), deutscher Industrieller
- Heubel, Hermann Eduard (1854–1907), Hamburger Architekt
- Heubel, Johann Heinrich (* 1694), deutscher Jurist und Forscher für Literar- und Religionsgeschichte
- Heubel, Karl-Georg Emil (1838–1912), russischer Pharmakologe und Hochschullehrer deutschbaltischer Herkunft
- Heuber, Guido (* 1970), deutscher Hörfunk- und Fernsehjournalist, sowie Sportkommentator
- Heuber, Wilhelm (1898–1957), deutscher Politiker (NSDAP), MdR
- Heuberg, Marco (* 1969), deutscher Moderator und Sachbuchautor
- Heuberger, Anton (1942–2011), deutscher Ingenieur und Physiker
- Heuberger, August (1873–1960), österreichischer Politiker (CSP), Abgeordneter zum Nationalrat
- Heuberger, Christian (* 1984), deutscher Handballspieler und -trainer
- Heuberger, Edmund (1883–1962), schweizerischer Theaterschauspieler, Filmarchitekt, Drehbuchautor und Filmregisseur
- Heuberger, Felix (1888–1968), österreichischer Maler, Radierer und Ingenieur
- Heuberger, Georg (1946–2010), deutscher Direktor des Jüdischen Museums Frankfurt, Repräsentant der Jewish Claims Conference Deutschland
- Heuberger, Hans Karl (1790–1883), preußischer Landrat
- Heuberger, Helmut (1923–2011), österreichischer Geograf
- Heuberger, Helmut (1927–2001), österreichischer Zeichner und Maler
- Heuberger, Ivo (* 1976), Schweizer TennisspielerIvo Heuberger (* 1976)

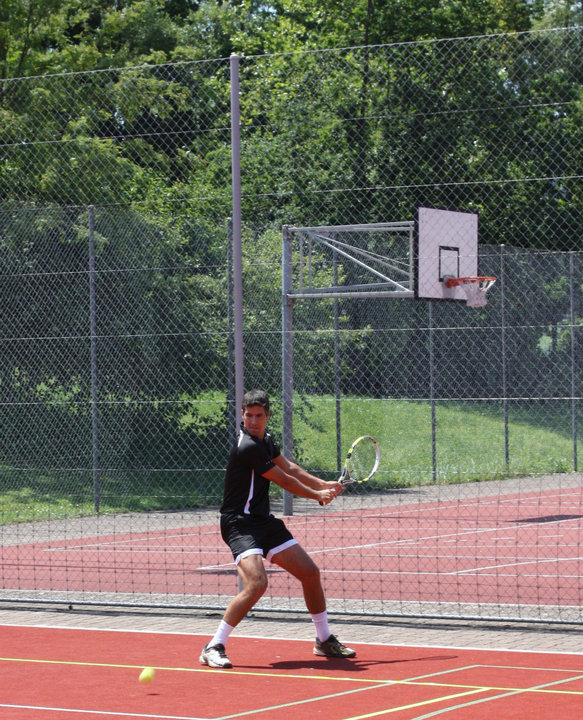
Ivo Heuberger (* 1976)

- Heuberger, Martin (* 1964), deutscher Handballspieler und Trainer
- Heuberger, Marvin (* 2005), österreichischer Fußballspieler
- Heuberger, Michael (1946–2022), deutscher Sportfotograf
- Heuberger, Moritz (* 1991), deutscher Politiker (Bündnis 90/Die Grünen)
- Heuberger, Petra (* 1980), deutsche Tischtennisspielerin
- Heuberger, Rachel (* 1951), deutsche Bibliothekarin und Historikerin
- Heuberger, Rami (* 1963), israelischer Schauspieler
- Heuberger, Richard der Ältere (1850–1914), österreichischer Komponist
- Heuberger, Richard der Jüngere (1884–1968), österreichischer Historiker
- Heuberger, Robert (1922–2021), Schweizer Immobilienunternehmer, Mäzen und Autor
- Heubgen, Günther (* 1949), deutscher Fachbuchautor
- Heubisch, Wolfgang (* 1946), deutscher Politiker (FDP), MdL
- Heubl, Franz (1924–2001), deutscher Jurist und Politiker (CSU)
- Heublein, Grete (1908–1997), deutsche Leichtathletin und Olympiateilnehmerin
- Heublein, Martha (1898–1945), französische Opernsängerin, Übersetzerin und Widerstandskämpferin gegen den Nationalsozialismus
- Heublein, Theodor (1888–1983), deutscher Politiker, Landrat des Landkreises Kulmbach
- Heubner, Christoph (* 1949), deutscher SchriftstellerChristoph Heubner (* 1949)

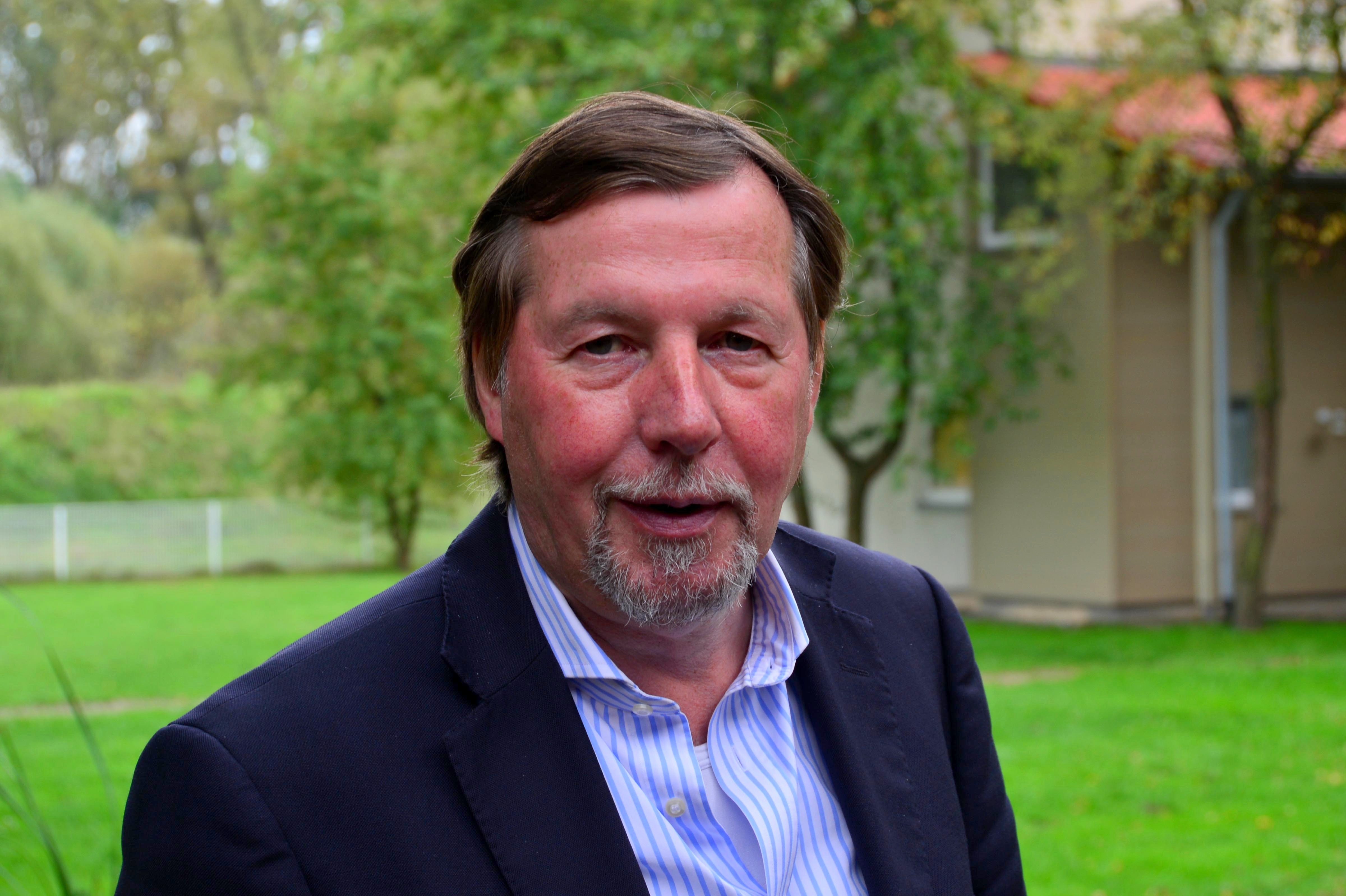
Christoph Heubner (* 1949)

- Heubner, Ernst Leonhard (1803–1886), deutscher Jurist und Politiker
- Heubner, Friedrich (1886–1974), deutscher Maler und Illustrator
- Heubner, Heinrich Leonhard (1780–1853), deutscher lutherischer Theologe
- Heubner, Heinz (1908–1995), deutscher Klassischer Philologe und Gymnasiallehrer
- Heubner, Hermann Ludwig (1843–1915), deutscher Landschafts-, Genre- und Porträtmaler sowie ein Freimaurer
- Heubner, Julius Leonhard (1810–1894), evangelischer Geistlicher, Reichstagsabgeordneter
- Heubner, Otto (1843–1926), deutscher Internist und Pädiater
- Heubner, Otto Leonhard (1812–1893), deutscher Jurist, Politiker und Dichter
- Heubner, Rudolf (1867–1967), deutscher Jurist und Schriftsteller
- Heubner, Wolfgang (1877–1957), deutscher Pharmakologe und Hochschullehrer
- Heubrandtner, Astrid (* 1968), österreichische Kamerafrau und Filmregisseurin
- Heubrock, Dietmar (* 1958), deutscher Rechtspsychologe
- Heubuch, Maria (* 1958), deutsche Landwirtin und Politikerin (Bündnis 90/Die Grünen), MdEP

### Heuc
- Heuchayer Santos de Araújo, Roberto (* 1990), brasilianischer Fußballspieler
- Heuchel, Christian (* 1966), deutscher Architekt, Künstler und Hochschullehrer
- Heuchelin, Christian (1639–1715), deutscher Librettist und Jurist
- Heuchelin, Simon (1577–1621), lutherischer Theologe und Prediger der Deutschen Evangelischen Kirchengemeinde A.B. zu Preßburg
- Heuchemer, Sylvia (* 1970), deutsche Volkswirtin, Hochschullehrerin, Vizepräsidentin TH Köln
- Heucher, Johann Heinrich von (1677–1747), deutscher Naturwissenschaftler, Leibarzt von August dem Starken, Museumsdirektor
- Heuchert, Sven (* 1977), deutscher Schriftsteller
- Heuchler, Eduard (1801–1879), deutscher Architekt und Hochschullehrer
- Heuck, Absalon (1598–1669), Abt des Klosters Bredelar
- Heuck, Albert (1863–1942), deutscher Generalleutnant
- Heuck, Christian (1892–1934), deutscher Politiker (KPD), MdR
- Heuck, Friedrich (1921–2019), deutscher Arzt und Hochschullehrer
- Heuck, Hendrick († 1677), niederländischer Erfinder
- Heuck, Henning Claus Christoffer (1798–1864), Hamburger Mechaniker und Glockengießer
- Heuck, Ingalena (* 1986), deutsche Langstreckenläuferin
- Heuck, Sigrid (1932–2014), deutsche Schriftstellerin und Illustratorin
- Heuck, Uwe (* 1947), deutscher Chemiker und Kommunalpolitiker
- Heucke, Stefan (* 1959), deutscher Komponist
- Heuckelum, Hendrik van (1879–1929), niederländischer Fußballspieler
- Heuckenkamp, Ferdinand (1862–1938), deutscher Romanist
- Heuckmann, Benedikt (* 1989), deutscher Biologiedidaktiker und Hochschullehrer
- Heuckmann, Wilhelm (1897–1954), erster Generalsekretär des Deutschen Weinbauverbandes
- Heuclin, Jacques (1946–2007), französischer Autorennfahrer und Politiker

### Heud
- Heude, Pierre (1836–1902), französischer Missionar und Naturforscher
- Heudelet de Bierre, Étienne (1770–1857), französischer Divisionsgeneral der Infanterie
- Heudelinne, Louis, französischer Gambist und Komponist
- Heudorf, Bilgeri von († 1476), deutscher Adliger
- Heuduck, Konrad von (1786–1866), preußischer Generalmajor
- Heuduck, Wilhelm von (1821–1899), preußischer General der Kavallerie

### Heue
- Heuel, Heinrich von (1648–1722), kaiserlicher Hofrat
- Heuel, Ralf (* 1967), deutscher Werbetexter und Unternehmer
- Heuer Fernandes, Daniel (* 1992), deutsch-portugiesischer FußballtorhüterDaniel Heuer Fernandes (* 1992)

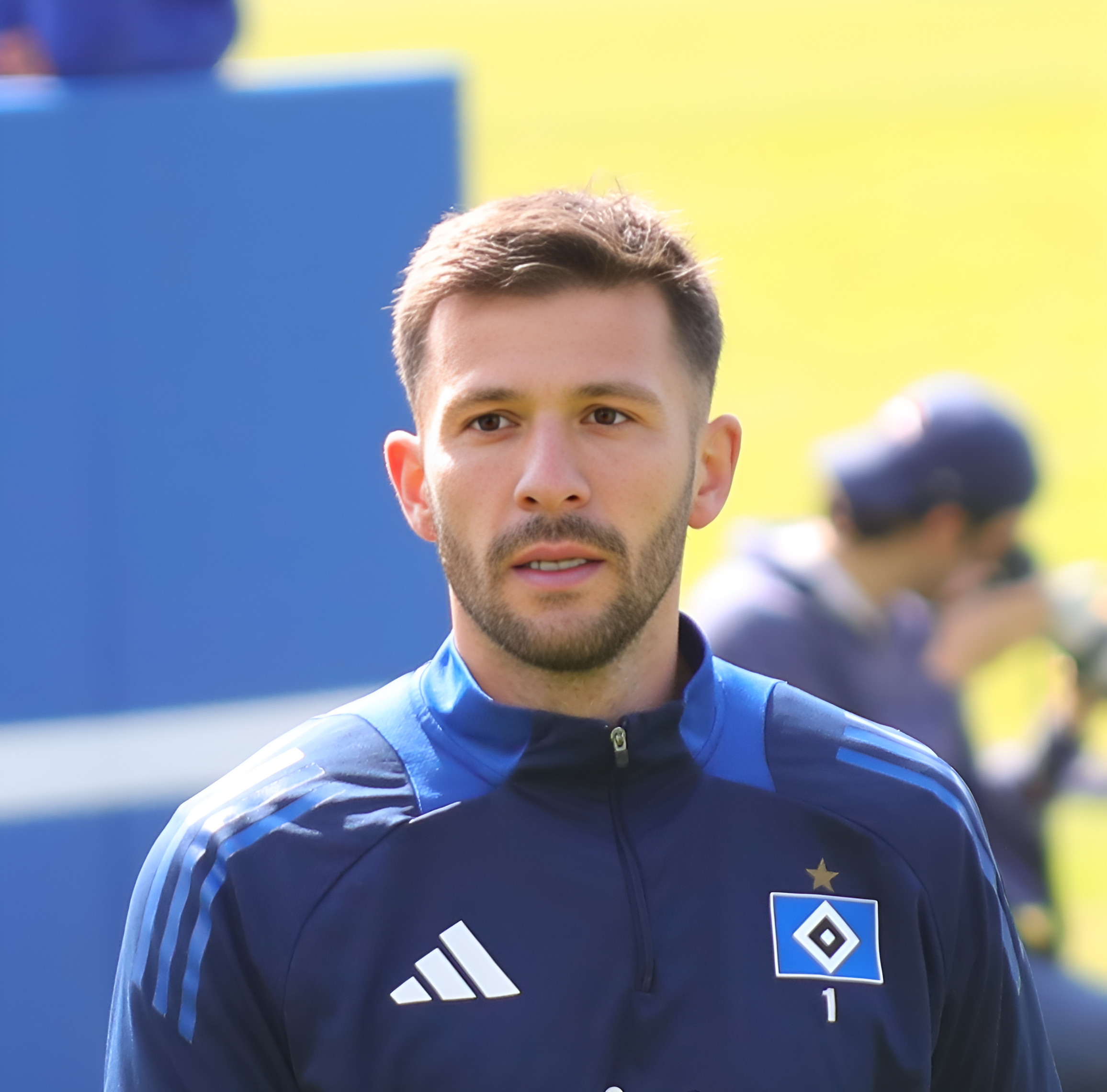
Daniel Heuer Fernandes (* 1992)

- Heuer, Alexander (* 1954), deutscher Politiker (SPD)
- Heuer, Andrea (* 1956), deutsche Schauspielerin
- Heuer, Andreas (* 1959), deutscher Autor und Lehrer
- Heuer, Carl (1907–1994), deutscher Maler
- Heuer, Carl Friedrich Theodor (1785–1854), deutscher Offizier und Deichhauptmann im Oderbruch (1830)
- Heuer, Carl-Heinz (* 1954), deutscher Jurist, Kunstliebhaber und -förderer
- Heuer, Christian (* 1974), deutscher Historiker
- Heuer, Christine (1934–1986), deutsch-österreichische Künstlerin
- Heuer, Dieter (* 1942), deutscher Ringer
- Heuer, Edouard (1840–1892), Schweizer UhrmacherEdouard Heuer (1840–1892)

Edouard Heuer (1840–1892)

- Heuer, Emil (1857–1934), deutscher Hufschmied und sächsischer Hofwagenbauer
- Heuer, Erwin (* 1940), deutscher Handballspieler und -trainer
- Heuer, Ferdinand (1815–1882), deutscher Lehrer, Küster, Organist und Schulbuchautor zur Grundschul-Mathematik
- Heuer, Friedrich (1897–1960), deutscher Architekt
- Heuer, Gerhard (1908–1999), deutscher Steuerrechtler
- Heuer, Guido (* 1966), deutscher Politiker (CDU), MdL
- Heuer, Heinrich (1934–2023), österreichischer Künstler, Grafiker und Buchillustrator deutscher Herkunft
- Heuer, Heinz (1930–2005), deutscher Politiker (SPD), MdBB
- Heuer, Helmut (1932–2011), deutscher Anglist, Didaktiker und Hochschullehrer
- Heuer, Hermann (1904–1992), deutscher Anglist
- Heuer, Jack (* 1932), Schweizer Unternehmer der UhrenbrancheJack Heuer (* 1932)

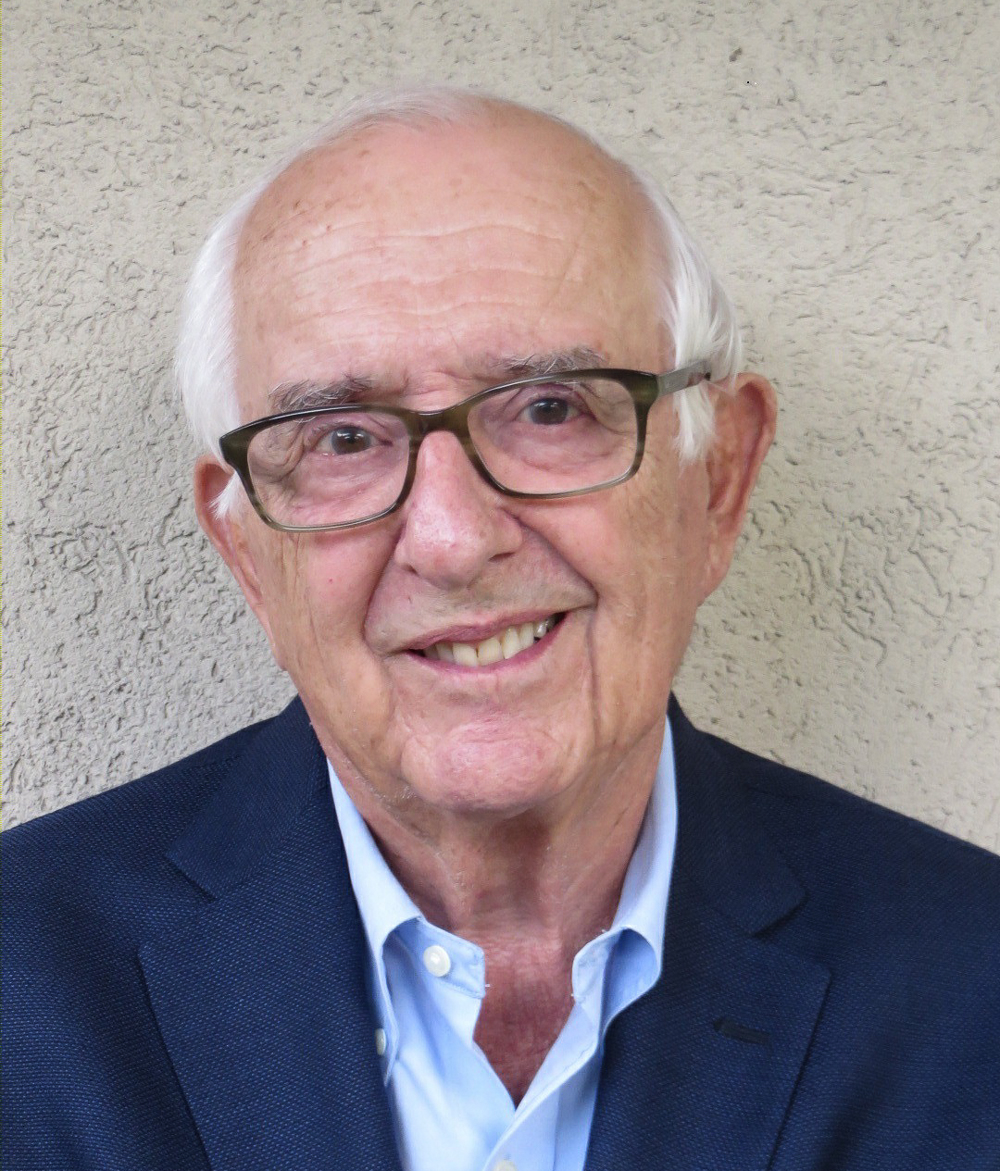
Jack Heuer (* 1932)

- Heuer, Jannis (* 1999), deutscher Fußballspieler
- Heuer, Jens-Peter (* 1955), deutscher Politiker (Die Linke), Staatssekretär in Berlin
- Heuer, Joachim (1900–1994), deutscher Maler, ein Vertreter der Vergessenen Künstler
- Heuer, Johann Wilhelm Ferdinand (1817–1899), Kaufmann und Politiker der Freien Stadt Frankfurt
- Heuer, Julia (* 1982), deutsche Textilkünstlerin und Modedesignerin
- Heuer, Jürgen (1961–2018), deutscher Fernsehjournalist
- Heuer, Klaus (1930–2013), deutscher Jurist
- Heuer, Klaus (1935–2011), deutscher Fußballspieler
- Heuer, Lutz (* 1943), deutscher Historiker und Publizist
- Heuer, Martha (1925–2004), deutsche Gerechte unter den Völkern
- Heuer, Michael (* 1955), deutscher Dokumentarfilmer
- Heuer, Mirko (* 1966), deutscher Kommunalpolitiker
- Heuer, Nayana (* 1998), deutsche Schauspielerin, Hörspiel- und Synchronsprecherin
- Heuer, Otto (1854–1931), deutscher Literaturhistoriker, Gründer des Goethe-Museums, Direktor des Freien Deutschen Hochstifts
- Heuer, Otto (1877–1960), deutscher Chemiker, Manager und Unternehmer
- Heuer, Peter (* 1939), deutscher Fußballspieler
- Heuer, Renate (1928–2014), deutsche Germanistin
- Heuer, Rolf-Dieter (* 1948), deutscher PhysikerRolf-Dieter Heuer (* 1948)

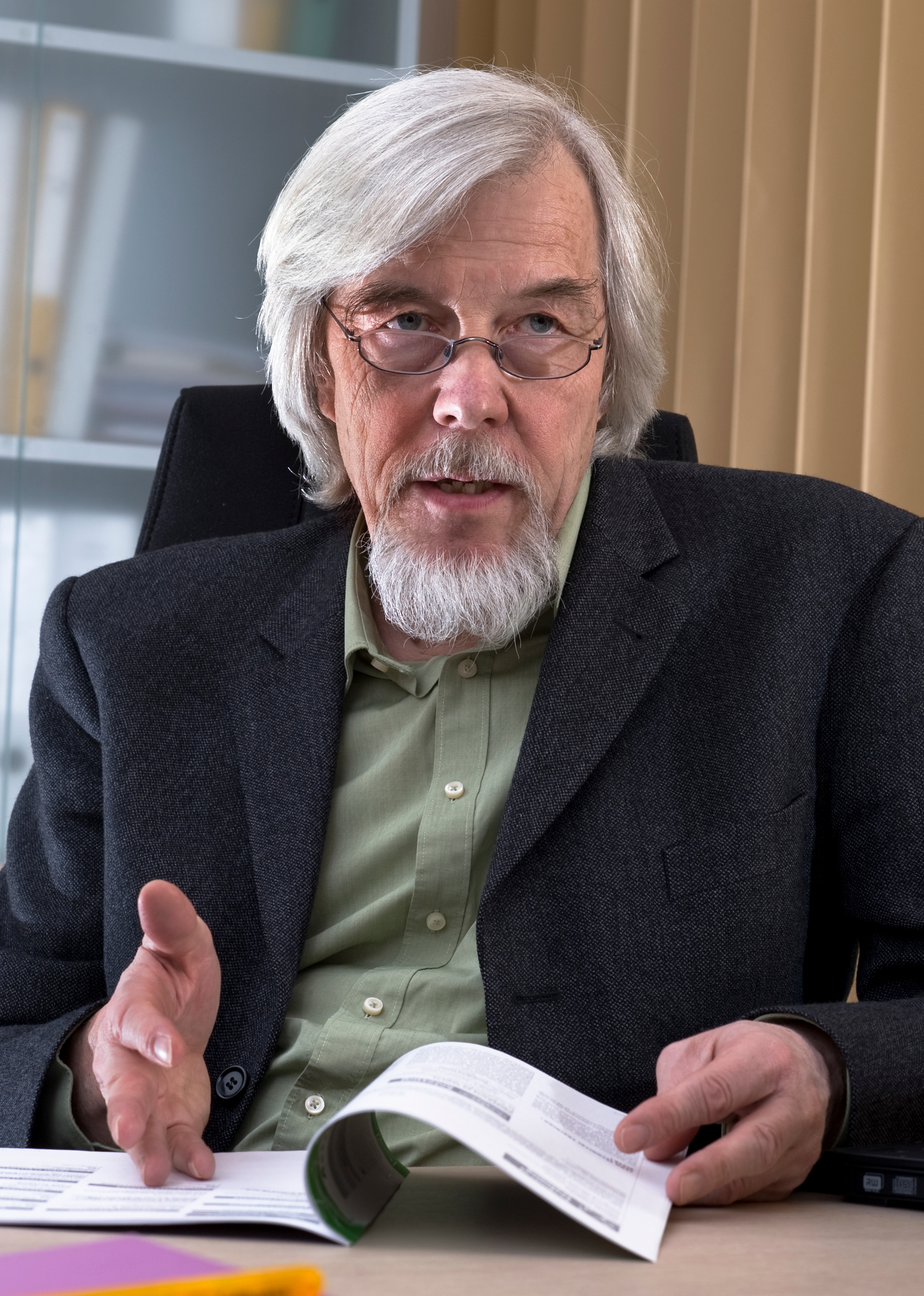
Rolf-Dieter Heuer (* 1948)

- Heuer, Stefan (* 1971), deutscher Schriftsteller
- Heuer, Uwe-Jens (1927–2011), deutscher Politiker (SED, PDS, Die Linke), MdV, MdB
- Heuer, Volker (* 1953), deutscher Manager
- Heuer, Walter (1908–1977), Schweizer Korrektor und Sprachpfleger
- Heuer, Wilhelm (1813–1890), deutscher Lithograph
- Heuer, Wolfgang (* 1909), deutscher Politiker (DP, CDU), MdL
- Heuer, Wolfgang (* 1949), deutscher Politik- und Kulturwissenschaftler
- Heuer-Christen, Beata (* 1935), schweizerisch-deutsche Konzertsängerin, Gesangspädagogin und Hochschullehrerin
- Heuer-Diakow, Sabrina (* 1979), deutsche Sprecherin
- Heuer-Stauß, Annemarie (1903–1988), deutsche Textilkünstlerin, Malerin und Grafikerin
- Heuermann, Bernd (* 1954), deutscher Jurist, Richter am Bundesfinanzhof a. D.
- Heuermann, Georg († 1768), deutsch-dänischer Chirurg, Physiologe und Hochschullehrer
- Heuermann, Gerd (* 1967), deutscher Fußballspieler und -trainer
- Heuermann, Hartmut (1941–2025), deutscher Anglist, Amerikanist und Hochschullehrer
- Heuermann, Holger (* 1964), deutscher Hochfrequenztechniker und Hochschullehrer
- Heuermann, Klaus (* 1970), deutscher Jazzgeiger, Jazzbratscher und Jazzgitarrist
- Heuermann, Lore (1937–2025), deutsch-österreichische bildende Künstlerin, Grafikerin und Zeichnerin
- Heuet, Gaston (1892–1979), französischer Langstreckenläufer
- Heuet, Stéphane (* 1957), französischer Comiczeichner, Autor und Illustrator

### Heuf
- Heufeld, Franz von (1731–1795), österreichischer Lustspieldichter, Literaturkritiker und Theaterleiter
- Heufelder, Emmanuel Maria (1898–1982), deutscher Ordensgeistlicher, Abt von Niederaltaich
- Heufer, Hermann Cuno (1851–1928), deutscher Architekt, Stadtbaumeister in Detmold
- Heufer-Umlauf, Klaas (* 1983), deutscher Fernsehmoderator, Schauspieler, Sänger, Entertainer, Fernsehproduzent und UnternehmerKlaas Heufer-Umlauf (* 1983)

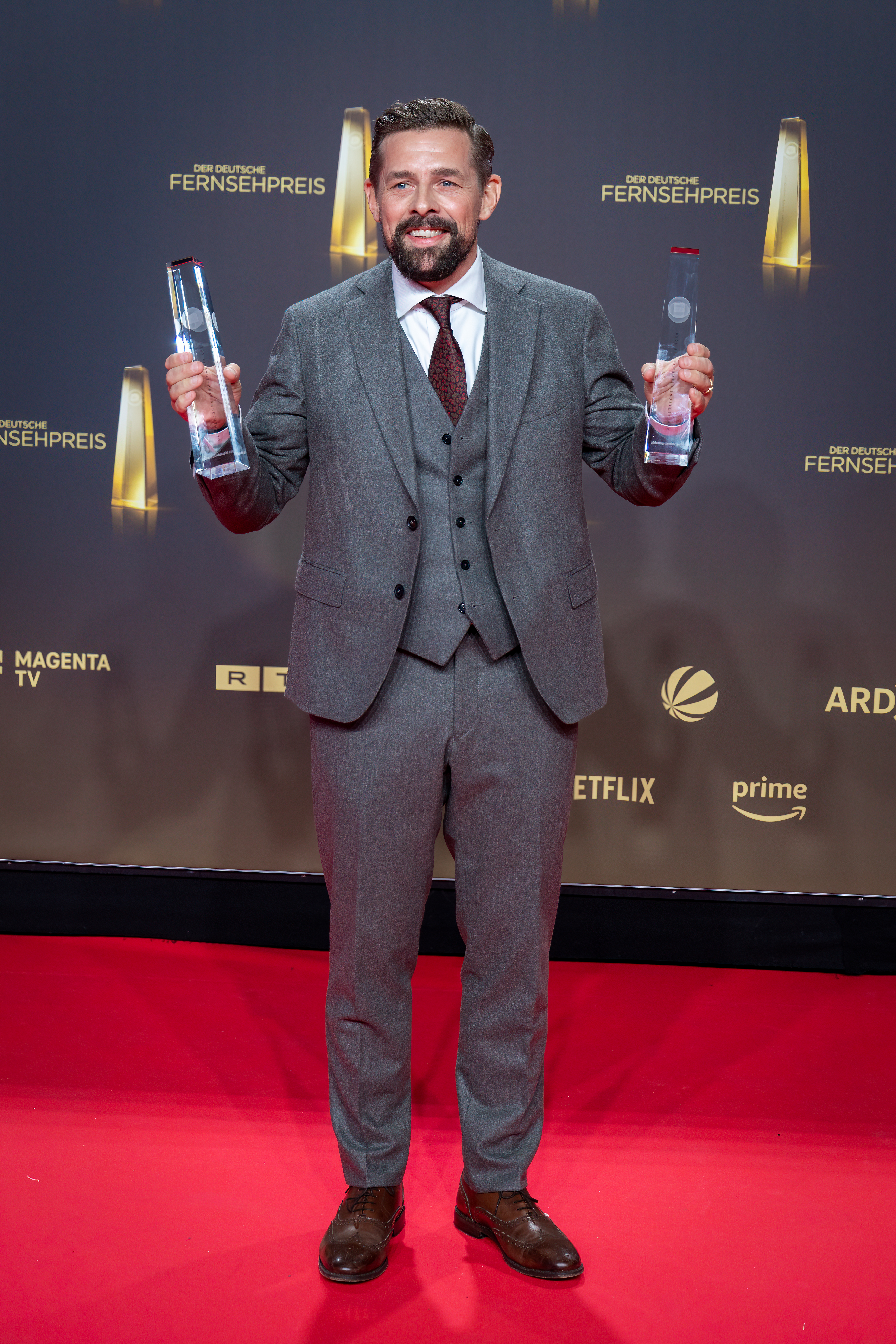
Klaas Heufer-Umlauf (* 1983)

- Heufert, Gerhard (* 1951), deutscher Germanist, Heilerzieher, Sonderpädagoge und Autor
- Heuff, Johan Adriaan (1843–1910), niederländischer Schriftsteller
- Heuffel, Johann (1800–1857), ungarischer Botaniker
- Heuffner, Michael (1483–1511), deutscher Maler und Bildhauer
- Heufler, Gerhard (1944–2013), österreichischer Industriedesigner
- Heuft, Herbert (1920–1997), deutscher Politiker (SPD), MdL

### Heug
- Heuga, Jimmy (1943–2010), US-amerikanischer Skirennläufer
- Heugabel, Reiner (* 1963), deutscher Ringer
- Heugel, Ernst Gottlieb Sigismund von (1763–1835), preußischer Land- und Kriegsrat
- Heugel, Johann, hessischer Komponist und Hofkapellmeister
- Heugel, Johann (1553–1601), Hessen-Kasseler Kammermeister, Rat und Oberamtmann der Niedergrafschaft Katzenelnbogen
- Heugel, Johannes († 1582), hessischer Theologe
- Heugel, Klaus (* 1936), deutscher Politiker (SPD)
- Heugel, Kraft von (1849–1905), preußischer Generalmajor
- Heugel, Norbert (* 1941), deutscher Fußballspieler
- Heughan, Sam (* 1980), britischer SchauspielerSam Heughan (* 1980)

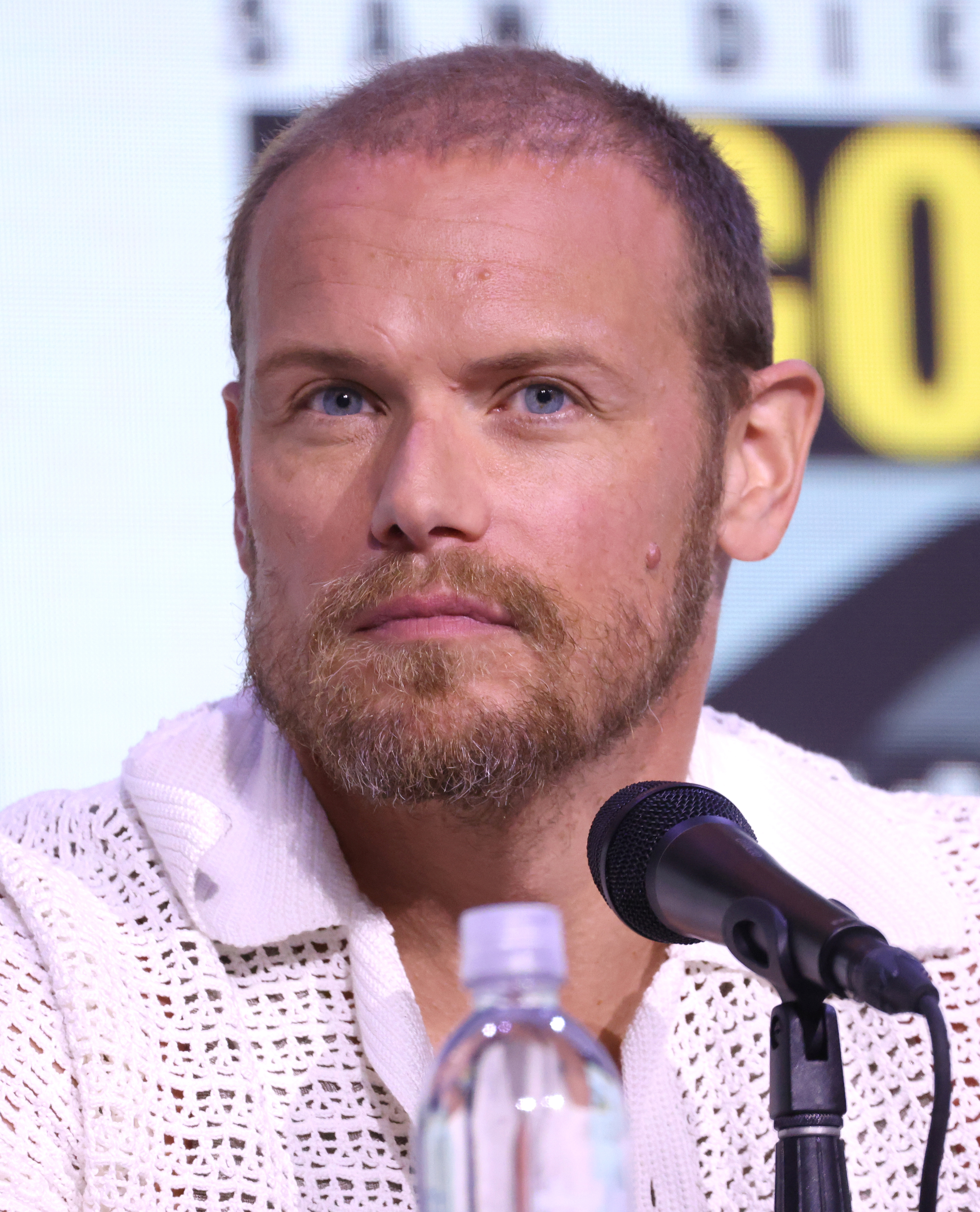
Sam Heughan (* 1980)

- Heuglin, Antonius († 1578), deutscher Theologe und Bibliothekar
- Heuglin, Theodor von (1824–1876), deutscher Afrikaforscher, Polarforscher und Ornithologe
- Heugten, Remy van (* 1976), niederländischer Filmregisseur und Drehbuchautor

### Heui
- Heuing, Mathilde (* 1952), deutsche Mittel- und Langstreckenläuferin

### Heuk
- Heukamp, Bernhard (1884–1946), deutscher Kommunalpolitiker (Zentrum, NSDAP)
- Heukamp, Eckardt, deutscher Landwirt
- Heukamp, Hermann (1886–1966), deutscher Politiker (Zentrum, parteilos), MdL
- Heukamp, Werner (1929–2020), deutscher Pfarrer, niederdeutscher Autor und Heimatforscher
- Heukelbach, Werner (1898–1968), deutscher Evangelist
- Heukels, Betty (* 1942), niederländische Schwimmerin
- Heukels, Robert (* 1969), niederländischer Journalist und Sachbuchautor
- Heukelum, Gerhard van (1890–1969), deutscher Politiker (SPD), MdL, MdBB
- Heukemes, Achim (* 1951), deutscher Ultramarathonläufer
- Heukemes, Berndmark (1924–2009), deutscher Archäologe
- Heuken, Adolf (1929–2019), katholischer Geistlicher
- Heuken, Josef, deutscher Fußballspieler
- Heuken, Volker (* 1990), deutscher Jazzmusiker (Vibraphon, Komposition)
- Heukenkamp, Ursula (1938–2017), deutsche Literaturwissenschaftlerin und Hochschullehrerin
- Heukeshoven, A. Eric (* 1956), US-amerikanischer Komponist und Musikpädagoge
- Heukeshoven, Josef (1901–1993), deutscher Politiker (NSDAP), MdR
- Heukrodt, Olaf (* 1962), deutscher Kanute, Sportfunktionär und Kanutrainer

### Heul
- Heuland, John Henry (1778–1856), englischer Mineraloge und Mineralienhändler
- Heule, Christian (* 1975), Schweizer Cyclocrosser
- Heule, Michael (* 2001), Schweizer FussballspielerMichael Heule (* 2001)

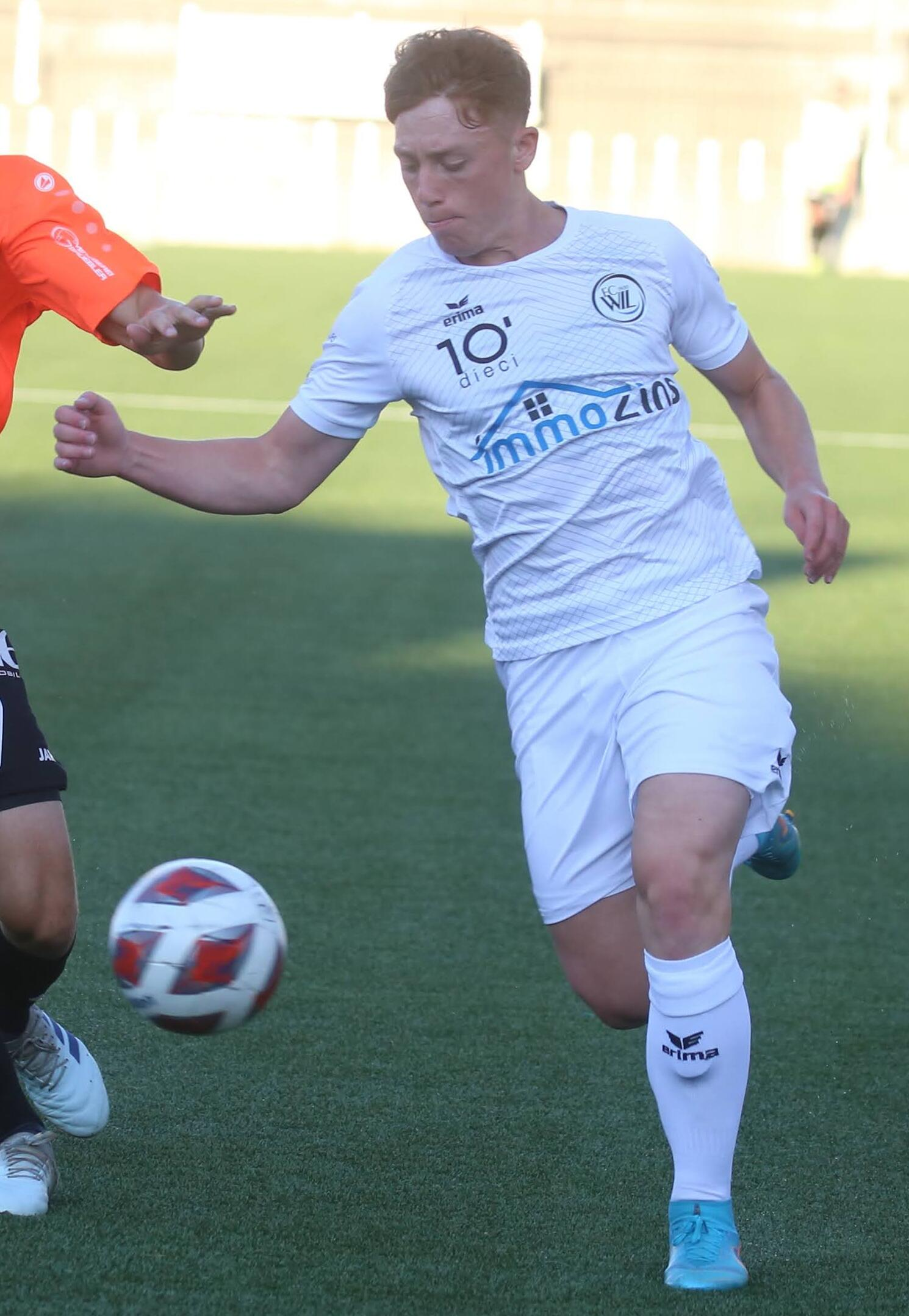
Michael Heule (* 2001)

- Heuler, Fried (1889–1959), deutscher Bildhauer
- Heulmeisje († 1976), Opfer eines Tötungsdelikts, 1976 bei Maarsbergen aufgefunden
- Heulot, Stéphane (* 1971), französischer Radrennfahrer und Sportmanager

### Heum
- Heumader, Margarete (1931–2010), Köchin im Haushalt des Schriftstellers Gerhart Hauptmann
- Heumann von Teutschenbrunn, Johann (1711–1760), deutscher Diplomatiker und Rechtshistoriker
- Heumann, Augustinus (1885–1919), deutscher Bildhauer, Maler und Holzschneider
- Heumann, Christoph August (1681–1764), evangelisch-lutherischer Theologe und Polyhistor
- Heumann, Corinna (* 1962), deutsche Künstlerin
- Heumann, Felix (1869–1932), deutscher Maschinenbau-Ingenieur und Unternehmer
- Heumann, Friederike (* 1965), deutsche Gambistin
- Heumann, Fritz (1835–1905), deutscher Industrieller
- Heumann, Georg Daniel (1691–1759), deutscher Kupferstecher
- Heumann, Hans-Dieter (* 1950), deutscher Diplomat und Hochschullehrer
- Heumann, Hans-Günter (* 1955), deutscher Komponist und Buchautor
- Heumann, Hermann (1878–1967), deutscher Ingenieur und Pionier der Schienenfahrzeugtechnik
- Heumann, Johann Dietrich (1728–1774), deutscher Hofbaumeister in Hannover
- Heumann, Johann Paul (1703–1759), deutscher Hoftischler und Oberhofbaumeister in Hannover
- Heumann, Josef (* 1964), deutscher Skisportler
- Heumann, Judith (1947–2023), US-amerikanische Aktivistin für Behindertenrechte
- Heumann, Jürgen (* 1948), deutscher Religionspädagoge und Universitätsprofessor
- Heumann, Karl (1804–1876), Landtagsabgeordneter Großherzogtum Hessen
- Heumann, Karl (1850–1894), deutscher Chemiker
- Heumann, Klaus Gustav (* 1940), deutscher Chemiker
- Heumann, Ludwig (1869–1918), deutscher katholischer Priester, Heilkundler, Gründer einer pharmazeutischen Firma
- Heumann, Margot (1928–2022), deutsch-amerikanische Überlebende des Holocaust
- Heumann, Peter Ernst Anton (1823–1902), deutscher Verwaltungsjurist, Oldenburgischer Justizminister
- Heumann, Stefan (* 1978), deutscher Politikwissenschaftler und Politikberater
- Heumann, Wolf, bayerischer Aufständischer
- Heumannskämper, Franz-Josef, deutscher Regisseur, Performer und Ausstatter
- Heumen, Joannes van († 1673), niederländischer Theologe und Geistlicher
- Heumos, Peter (1938–2022), deutscher Historiker

### Heun
- Heun, Alfons (1898–1984), deutscher zisterziensischer Klostergründer und Theologe
- Heun, Daniel (* 1986), deutscher Skilangläufer
- Heun, Dieter (1941–2023), deutscher Autor, Fotograf, Chronist und Heimatkundler
- Heun, Dirk (* 1953), deutscher Fußballspieler
- Heun, Dustin (* 1984), deutscher Fußballspieler
- Heun, Friedrich Wilhelm (1741–1812), kursächsischer Bergrat
- Heun, Hans (1927–2020), deutscher Kommunalpolitiker (CSU), Oberbürgermeister von Hof
- Heun, Johann (1603–1672), deutscher Mediziner und Rektor der Universität Greifswald (bis 1666)
- Heun, Julian (* 1989), deutscher Autor, Poetry Slammer und Moderator
- Heun, Jürgen (* 1958), deutscher FußballspielerJürgen Heun (* 1958)

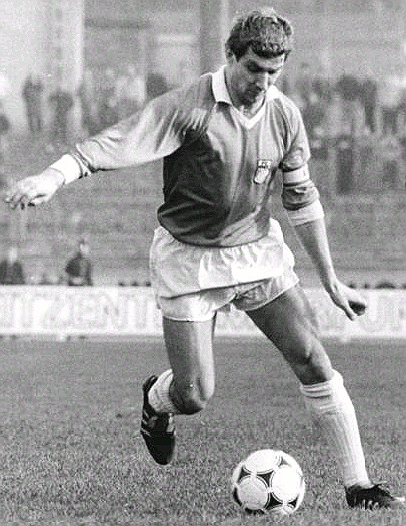
Jürgen Heun (* 1958)

- Heun, Karl (1859–1929), deutscher Mathematiker
- Heun, Michael (* 1967), deutscher Journalist
- Heun, Volker (* 1968), deutscher Autor und Herausgeber
- Heun, Walter (* 1962), deutscher Kulturmanager, Tanz- und Theaterproduzent
- Heun, Werner (1953–2017), deutscher Rechtswissenschaftler
- Heun, Wilhelm (1895–1986), deutscher Generalleutnant und Divisionskommandeur im Zweiten Weltkrieg
- Heuner, Almuth (* 1962), deutsche Schriftstellerin, Herausgeberin und Übersetzerin
- Heuner, Ulf (* 1966), deutscher Autor
- Heunert, Friedrich (1808–1876), deutscher Maler
- Heung, Tyson (* 1979), kanadisch-deutscher Shorttracker
- Heungseon Daewongun (1820–1898), Vater von König Gojong und über neuen Jahre Regent des Joseon-Königreiches
- Heunicke, Magnus (* 1975), dänischer Politiker (Socialdemokraterne)
- Heunis, Chris (1927–2006), südafrikanischer Politiker während der Zeit der Apartheid
- Heunis, Claudia (* 1989), südafrikanische Hürdenläuferin
- Heunisch, Adam Ignaz Valentin (1786–1863), großherzoglich badischer Ministerialbeamter
- Heunisch, Caspar (1620–1690), deutscher lutherischer Theologe und Kirchenlieddichter
- Heunisch, Johann Friedrich (1661–1725), deutscher lutherischer Theologe
- Heunisch, Karl Friedrich (1806–1860), Finanzminister der badischen Revolutionsregierung, Rechtsanwalt, Revolutionär und Redakteur

### Heup
- Heup, Henning (* 1978), deutscher Schauspieler und Rocksänger
- Heupel, Michael (* 1955), deutscher Jazz-Flötist
- Heupel-Siegen, Ludwig (1864–1945), deutscher Maler
- Heuperman, Marcel (* 1994), deutscher Schauspieler
- Heupke, Wilhelm (1898–1977), deutscher Arzt und Ernährungswissenschaftler

### Heur
- Heuraet, Hendrik van, niederländischer Mathematiker
- Heuras, Johann (* 1957), österreichischer Politiker (ÖVP), Landesrat in Niederösterreich
- Heureaux, Ulises (1845–1899), Staatspräsident der Dominikanischen Republik
- Heurgon, Jacques (1903–1995), französischer Altphilologe und Althistoriker
- Heurich, Alfred (1883–1967), deutscher Erfinder
- Heurich, Christian (1842–1945), amerikanischer Brauereibesitzer und Philanthrop
- Heurich, Fridolin (1878–1960), deutscher Politiker (Zentrum, CDU), MdL und Gewerkschafter
- Heurich, Jan Fryderyk (1873–1925), polnischer Architekt und Minister
- Heurich, Jan Kacper (1834–1887), polnischer Architekt der Neorenaissance
- Heurich, Winfried (* 1940), deutscher Organist und Komponist
- Heuring, Lori (* 1973), US-amerikanische Schauspielerin
- Heurnius, Johannes (1543–1601), niederländischer Mediziner
- Heurnius, Otto (1577–1652), niederländischer Mediziner
- Heurs, Michèle (* 1975), deutsche Physikerin und Hochschullehrerin
- Heurtault, Jacqueline (1936–2000), französische Arachnologin
- Heurtaux, Thomas (* 1988), französischer Fußballspieler
- Heurteaux, Alfred (1893–1985), französischer Jagdflieger im Ersten Weltkrieg und Offizier
- Heurtebis, Tony (* 1975), französischer Fußballtorhüter
- Heurtel, Thomas (* 1989), französischer Basketballspieler
- Heurteloup, Charles Louis Stanislas (1793–1864), französischer Mediziner und Chirurg
- Heurtin, Marie (1885–1921), französische Taubblinde
- Heurung, Oskar (* 1904), deutscher Jurist und Kommunalpolitiker (CSU)

### Heus
- Heusaff, Alan (1921–1999), bretonischer nationalistischer Aktivist und Linguist, Mitglied der Parti National Breton
- Heusch, Albert (1868–1944), deutscher Kratzenfabrikant und Zentrumspolitiker
- Heusch, Andreas (* 1964), deutscher Jurist und Präsident des Verwaltungsgerichts Düsseldorf
- Heusch, Eduard Friedrich Hugo (1865–1937), deutscher Unternehmer
- Heusch, Gerd (1903–1984), deutscher Unternehmer und Präsident von Alemannia Aachen
- Heusch, Gerd (* 1955), deutscher Mediziner
- Heusch, Hermann (1906–1981), deutscher Oberbürgermeister der Stadt Aachen
- Heusch, Karl (1894–1986), deutscher Urologe und Hochschullehrer
- Heusch, Nicola (1837–1902), italienischer Generalleutnant
- Heusch, Paolo (1924–1982), italienischer Filmregisseur
- Heusch, Peter (1938–2014), deutscher Schauspieler, Regisseur, Rundfunkautor und Hörspielsprecher
- Heusch, Severin (1827–1873), deutscher Schermesserabrikant
- Heuschele, Otto (1900–1996), deutscher Schriftsteller, Herausgeber und Pädagoge
- Heuscher, Johann-Jakob (1843–1901), Schweizer Maler und Zeichner
- Heuscher, Patrick (* 1976), Schweizer Beachvolleyball-Spieler
- Heuschkel, Anja (* 1997), deutsche Fußballspielerin
- Heuschkel, Johann Andreas, deutscher Goldschmied
- Heuschkel, Johann Peter (1773–1853), deutscher Oboist, Organist, Komponist und Kapellmeister
- Heuschkel, Ralf (* 1962), deutscher Fußballspieler
- Heuschkel, Volker (* 1958), deutscher Fußballspieler
- Heuschneider, Michael (* 1888), deutscher Politiker (NSDAP), MdR
- Heusde, Johann Adolf Karl van (1812–1878), niederländischer Philologe und Literaturwissenschaftler
- Heusde, Philipp Wilhelm van (1778–1839), niederländischer Philosoph, Historiker, Philologe und Rhetoriker
- Heusden, Piet van (1929–2023), niederländischer Radrennfahrer
- Heusden, René van (1888–1958), belgischer Ordensgeistlicher, Missionar und römisch-katholischer Bischof
- Heusel, Georg (1921–2014), deutscher Architekt
- Heusel, Martin (1927–2021), deutscher evangelischer Geistlicher und Kirchenpolitiker
- Heusel, Uschi (* 1956), deutsche Karikaturistin, Cartoonistin, Malerin, Illustratorin und Autorin
- Heusel, Wilhelm (1878–1958), deutscher Wirtschaftsführer
- Heuseler, Martin († 1555), Jurist, Dresdner Ratsherr und Bürgermeister
- Heusen, Reinhard van der (* 1953), deutscher Handballspieler und -trainer
- Heusenstamm, Sebastian von (1508–1555), Erzbischof von Mainz, Reichserzkanzler
- Heusenstamm, Wolfgang von († 1594), Domkapitular in Mainz, Stiftspropst
- Heuser, Adolf (1907–1988), deutscher Boxer
- Heuser, Andrea (* 1972), deutsche Autorin, Übersetzerin und Literaturwissenschaftlerin
- Heuser, Andreas (* 1959), deutscher Gitarrist, Geiger und Komponist
- Heuser, Ansgar, deutscher Mathematiker
- Heuser, August (* 1949), deutscher römisch-katholischer Theologe und Museumsleiter
- Heuser, Beatrice (* 1961), deutsche Historikerin und Politikwissenschaftlerin
- Heuser, Björn (* 1982), deutscher Musiker und LiedermacherBjörn Heuser (* 1982)

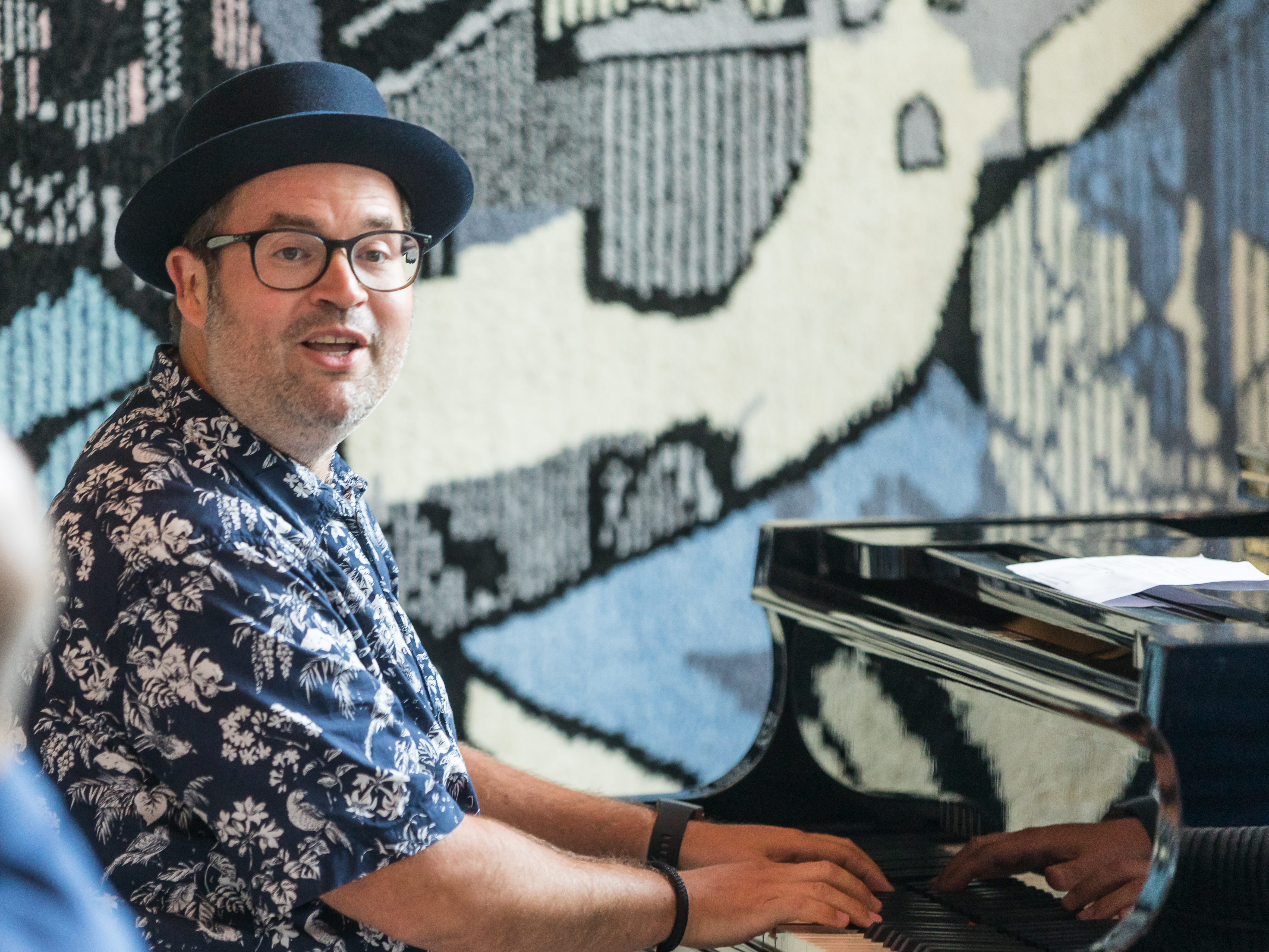
Björn Heuser (* 1982)

- Heuser, Caspar Anton (1822–1891), deutscher Priester, Offizial in Köln
- Heuser, Emil (1851–1928), deutscher Autor und Porzellanexperte
- Heuser, Emil (1861–1934), deutscher Bibliothekar
- Heuser, Emil (1882–1953), deutscher Chemiker und Hochschullehrer für Cellulosechemie
- Heuser, Ernst (1863–1942), deutscher Komponist, Pianist und Musikpädagoge
- Heuser, Franz-Josef (* 1951), deutscher Offizier und Museumsleiter
- Heuser, Frederick (1878–1961), deutsch-amerikanischer Literaturhistoriker
- Heuser, Friedrich (1890–1962), deutscher Landrat und Oberkreisdirektor
- Heuser, Georg (1913–1989), deutscher Kriminalist und SS-Hauptsturmführer
- Heuser, Georg Ludwig Christian (1745–1811), Mitglied der Reichsstände im Königreich Westphalen
- Heuser, Gustav (* 1817), deutscher Komponist und Musikjournalist
- Heuser, Hans (1904–1953), deutscher Architekt
- Heuser, Hans (1907–1973), deutscher Zahnarzt und Hochschullehrer
- Heuser, Hans Ulrich (* 1943), deutscher Journalist
- Heuser, Harro (1927–2011), deutscher Mathematiker
- Heuser, Heinrich (1887–1967), deutscher bildender Künstler im Bereich Malerei, Illustrationen, Grafik, Filmarchitektur und Kostümbild
- Heuser, Heinz (* 1928), deutscher Ringer
- Heuser, Johann Peter (1726–1809), Kaufmann
- Heuser, John (* 1942), US-amerikanischer Zellbiologe und Biophysiker
- Heuser, Jürgen (* 1953), deutscher Gewichtheber
- Heuser, Karl (1867–1942), deutscher Konteradmiral der Kaiserlichen Marine
- Heuser, Karl-Christian (1929–2018), deutscher Architekt und Autor
- Heuser, Klaus (* 1957), deutscher Musiker und ProduzentKlaus Heuser (* 1957)

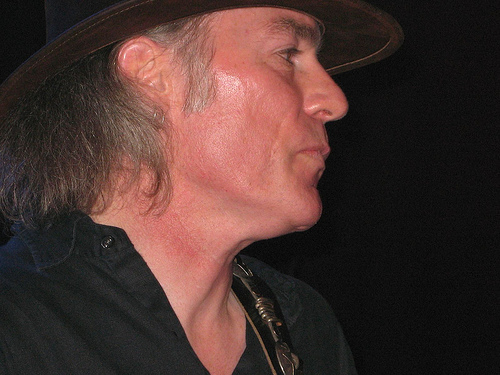
Klaus Heuser (* 1957)

- Heuser, Kurt (1901–1965), deutscher Theaterkapellmeister und Komponist
- Heuser, Kurt (1903–1975), deutscher Schriftsteller und Drehbuchautor
- Heuser, Loni (1908–1999), deutsche Bühnen- und Filmschauspielerin
- Heuser, Lutz (* 1962), deutscher Informatiker und Manager
- Heuser, Marian (* 1984), deutscher Slam-Poet, Autor und Moderator
- Heuser, Marie-Luise (* 1954), deutsche Philosophin
- Heuser, Michael (* 1954), deutscher Schauspieler
- Heuser, Natascha (* 1982), deutsche Basketballspielerin
- Heuser, Norbert (* 1965), deutscher Politiker
- Heuser, Otto Eberhard (1896–1965), deutscher Agrarökonom
- Heuser, Paul (* 1929), deutscher Kirchenmusiker und Hochschullehrer
- Heuser, Peter (1865–1930), deutscher Politiker, Oberbürgermeister der Stadt Recklinghausen
- Heuser, Richard (1905–1988), deutscher Offizier und Pilot
- Heuser, Tilli (1880–1901), deutsche Kinderdarstellerin und Theaterschauspielerin
- Heuser, Uwe Jean (* 1963), deutscher Journalist
- Heuser, Werner (1880–1964), deutscher Maler und Hochschullehrer und Politiker (parteilos), MdL
- Heuser, Wilhelm (1885–1956), deutscher Politiker (Zentrumspartei, NSDAP), Beigeordneter, Bürgermeister und Oberbürgermeister von Sterkrade, Oberbürgermeister von Oberhausen
- Heuser-Collier, Isabella (* 1952), deutsche Psychologin und Psychiaterin
- Heuser-Schreiber, Hedda (1926–2007), deutsche Ärztin, Journalistin, Politikerin (FDP), MdB
- Heusermann, Käthe (1909–1995), deutsche Zahnarzthelferin
- Heusgen, Christoph (* 1955), deutscher DiplomatChristoph Heusgen (* 1955)

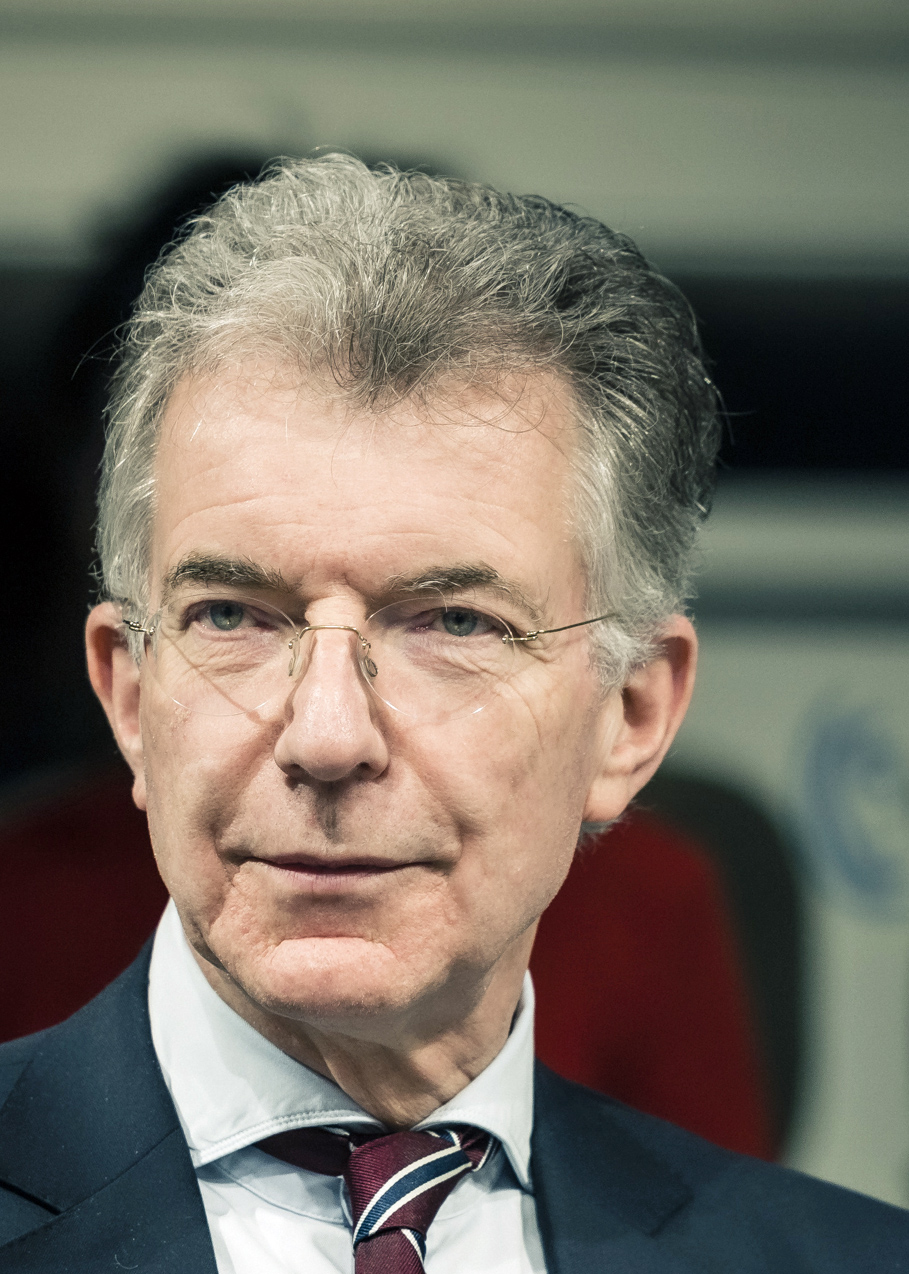
Christoph Heusgen (* 1955)

- Heusgen, Fritz (1880–1959), deutscher Politiker und Oberbürgermeister
- Heusghem, Louis (1882–1939), belgischer Radrennfahrer
- Heusing, Gerald (* 1963), deutscher Afrikanist und Wissenschaftsmanager
- Heusing, Hans-Joachim (1928–2020), deutscher Kletterer, Bergsteiger, Heimatforscher und Denkmalpfleger
- Heusinger von Waldegg, Edmund (1817–1886), deutscher Architekt, Maschinenbau-Ingenieur und Eisenbahnpionier
- Heusinger von Waldegg, Emil (1880–1966), deutscher Admiral
- Heusinger, Adolf (1897–1982), deutscher GeneralAdolf Heusinger (1897–1982)

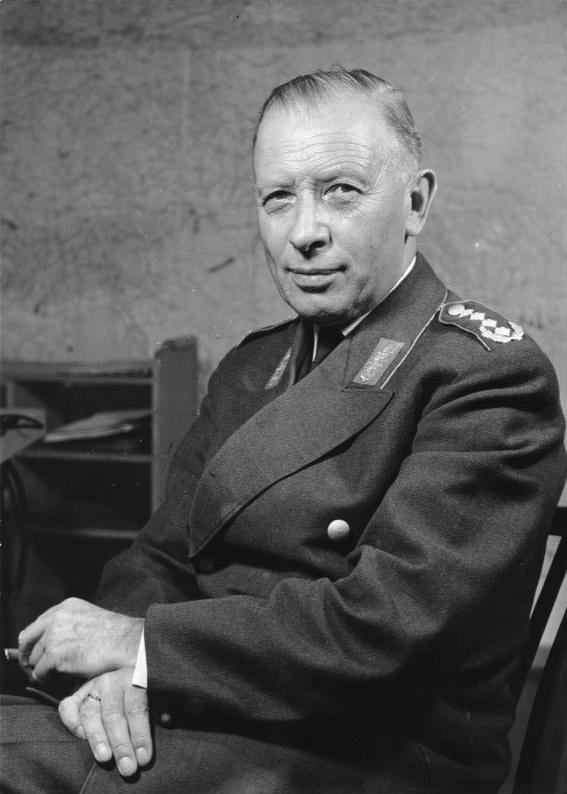
Adolf Heusinger (1897–1982)

- Heusinger, Adolf von (1885–1947), deutscher Jurist
- Heusinger, Bernd (* 1964), deutscher Journalist, Autor und Unternehmer
- Heusinger, Bruno (1900–1987), deutscher Jurist, Präsident des Bundesgerichtshofs
- Heusinger, Carl-Bernhard von (* 1968), deutscher Politiker (Bündnis 90/Die Grünen)
- Heusinger, Detlef (* 1956), deutscher Musiker, Komponist und Dirigent
- Heusinger, Ernst (1792–1884), deutscher Schriftsteller, Redakteur und Maler
- Heusinger, Hans-Joachim (1925–2019), deutscher LDPD-Funktionär, MdV, Justizminister der DDR
- Heusinger, Johann (1769–1846), deutscher Zeichenlehrer und Miniaturmaler
- Heusinger, Johann Heinrich Gottlieb (1766–1837), deutscher Lehrer und Philosoph
- Heusinger, Johann Michael (1690–1751), deutscher Theologe, Pädagoge und Heimatforscher
- Heusinger, Karl Friedrich (1792–1883), deutscher Pathologe
- Heusinger, Klaus von (* 1962), deutscher Sprachwissenschaftler und Hochschullehrer
- Heusinger, Konrad (1752–1820), deutscher Klassischer Philologe und Pädagoge
- Heusinger, Lutz (* 1939), deutscher Kunsthistoriker
- Heusinger, Patrick, US-amerikanischer SchauspielerPatrick Heusinger

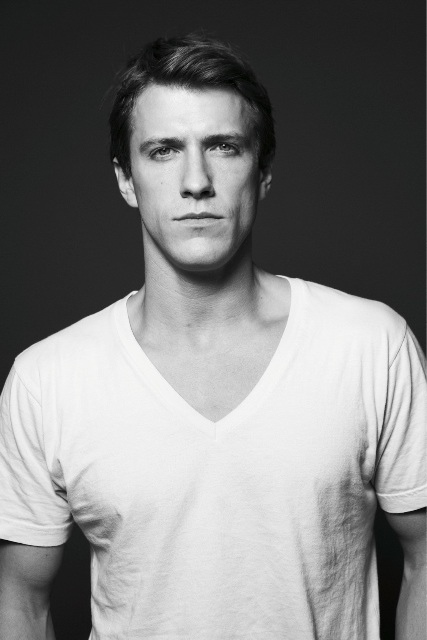
Patrick Heusinger

- Heusinger, Robert von (* 1967), deutscher Journalist und Volkswirt
- Heusinger, Sabine von (* 1964), deutsche Historikerin
- Heusinger, Wolfgang von (* 1928), deutscher Politiker (CDU), MdL
- Heusinkveld, Jasper (* 1988), niederländischer Fußballtorhüter
- Heusken, Hendrick (1832–1861), niederländisch-amerikanischer Dolmetscher
- Heusler, Andreas (1802–1868), Schweizer Jurist, Rechtshistoriker, Politiker und Journalist
- Heusler, Andreas (1834–1921), Schweizer Jurist, Rechtshistoriker und Politiker
- Heusler, Andreas (1865–1940), Schweizer germanistischer und skandinavistischer Mediävist
- Heusler, Andreas (* 1960), deutscher Historiker und Archivar
- Heusler, Bernhard (* 1963), Schweizer Rechtsanwalt und Clubpräsident des FC Basel
- Heusler, Carl Ludwig (1790–1851), deutscher Unternehmer und Bergbeamter
- Heusler, Conrad (1826–1907), deutscher Unternehmer und Bergbeamter
- Heusler, Friedrich (1866–1947), deutscher Bergbauingenieur und Chemiker
- Heusler, Winfried (* 1955), deutscher Ingenieur und Hochschullehrer auf dem Gebiet der Fassadentechnik
- Heusler-Edenhuizen, Hermine (1872–1955), erste offiziell anerkannte und niedergelassene Frauenärztin in DeutschlandHermine Heusler-Edenhuizen (1872–1955)

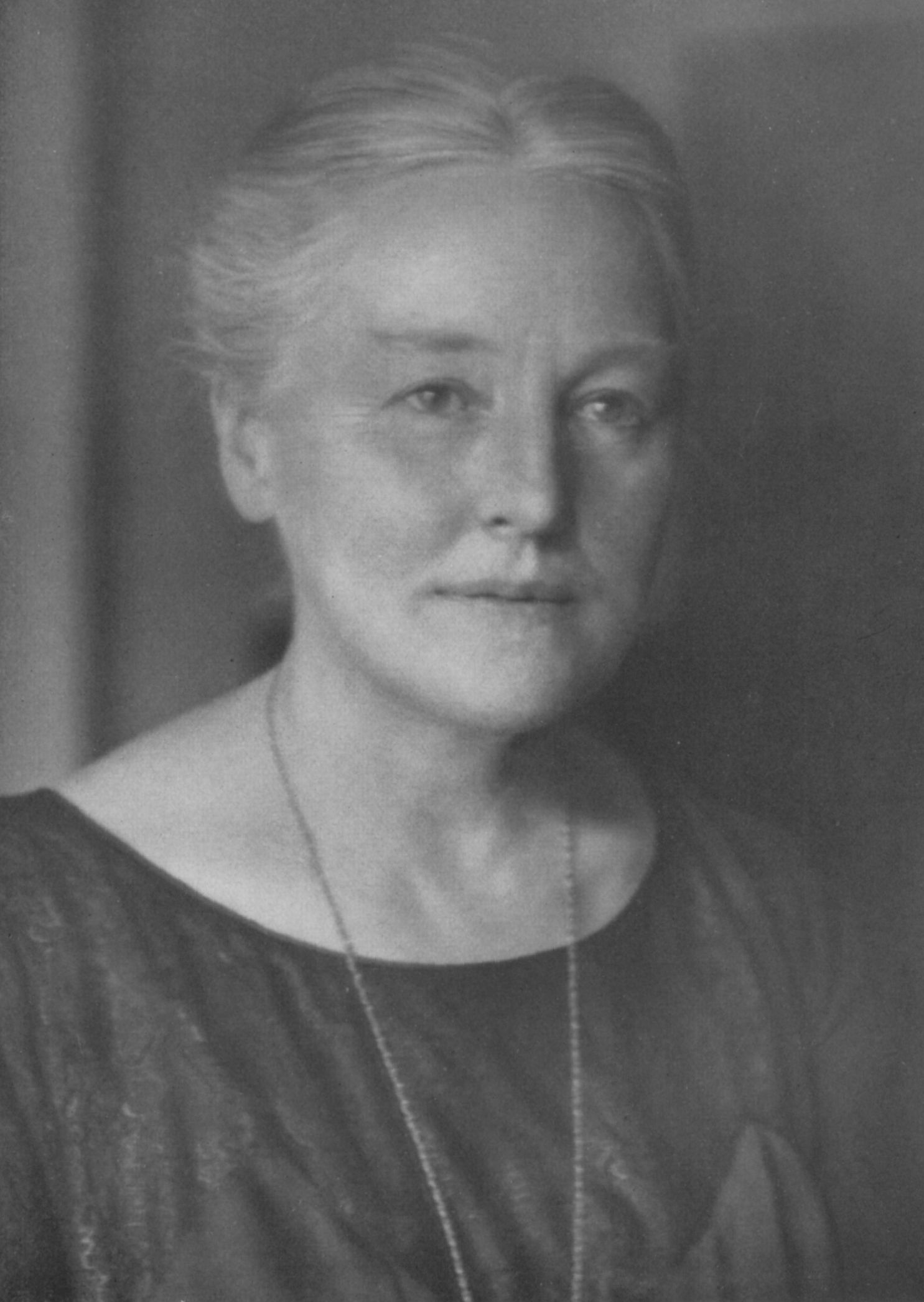
Hermine Heusler-Edenhuizen (1872–1955)

- Heusmann, Carsten (1969–2015), deutscher Musiker, Komponist und Musikproduzent
- Heusner von Wandersleben, Sigismund (1592–1645), deutscher Offizier und Politiker
- Heusner, Carl (1802–1883), deutscher Arzt, Pionier der Pockenschutzimpfung und der Kaltwasserheilkunde
- Heusner, Johann Adam (1779–1814), Odenwälder Räuber und Dieb
- Heusner, Karl Eduard (1843–1891), deutscher Vizeadmiral
- Heusner, Ludwig (1800–1861), deutscher Notar und Politiker
- Heusner, Ludwig (1844–1916), deutscher Orthopäde und Chirurg
- Heuson, Rudolf (1884–1955), deutscher Förster, Pionier der Rekultivierung von Kippenflächen des Braunkohlenbergbaus
- Heuss l’Enfoiré (* 1992), französischer Rapper
- Heuß, Alfred (1877–1934), deutscher Musikwissenschaftler und Musikkritiker
- Heuß, Alfred (1909–1995), deutscher Althistoriker
- Heuß, Anja (* 1964), deutsche Historikerin
- Heuss, Conrad (1914–1945), deutscher Regimentskommandeur, Ritterkreuzträger
- Heuss, Eduard von (1808–1880), großherzoglich hessischer Hofrat und Hofmaler
- Heuss, Ernst (1922–2010), Schweizer Nationalökonom
- Heuss, Ernst Ludwig (1910–1967), deutscher Widerständler im Nationalsozialismus, nach Kriegsende Unternehmer; Sohn von Theodor Heuss und Elly Heuss-Knapp
- Heuß, Friedrich (1804–1870), Binnenschiffer und Politiker
- Heuss, Hedwig (1883–1980), deutsche Frau, Schwägerin von Theodor Heuss
- Heuß, Hermann (1882–1959), deutscher Architekt und Hochschullehrer
- Heuss, Ludwig (1881–1932), Stadt- und Schularzt in Heilbronn und im dortigen Stadtrat politisch tätig
- Heuss, Ludwig Theodor (* 1961), deutsch-schweizerischer Arzt
- Heuss, Lukas (* 1961), Schweizer Jazzmusiker (Altsaxophon, Klarinette)
- Heuss, Stephan (1804–1868), deutscher Landwirt und Schriftsteller
- Heuss, Theodor (1884–1963), deutscher Politiker (DDP, FDP/DVP), MdR, MdL, MdB, erster deutscher BundespräsidentTheodor Heuss (1884–1963)

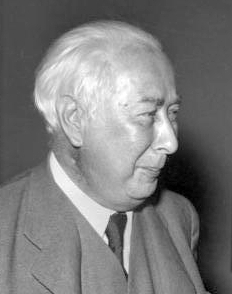
Theodor Heuss (1884–1963)

- Heuß-Giehrl, Gertraud (1931–2012), deutsche Erziehungswissenschaftlerin
- Heuss-Knapp, Elly (1881–1952), deutsche Politikerin (DVP, FDP), MdL, Gründerin des Müttergenesungswerks
- Heusschen, Jozef-Maria (1915–2002), belgischer Geistlicher, römisch-katholischer Bischof von Hasselt
- Heussen, Benno (* 1944), deutscher Rechtsanwalt, Schiedsrichter (im Rechtswesen) und Wissenschaftler
- Heussenstamm, Karl (1835–1913), deutscher Kommunalpolitiker und Kommunalbeamter
- Heusser, Andreas (* 1976), Schweizer Konzeptkünstler und KuratorAndreas Heusser (* 1976)

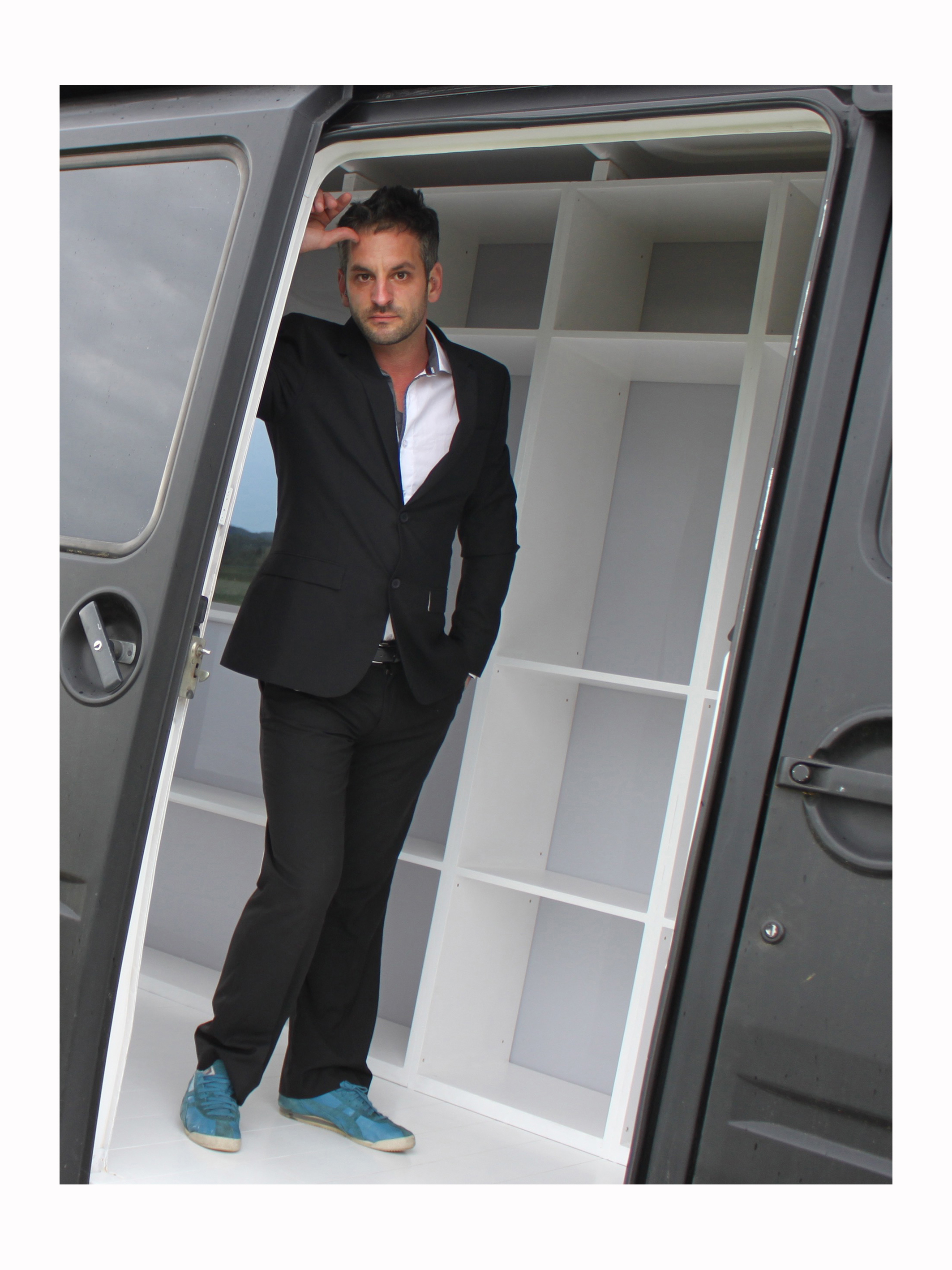
Andreas Heusser (* 1976)

- Heusser, Christoph (* 1974), Schweizer Schauspieler
- Heusser, Felix (1817–1875), Schweizer Landarzt und Chirurg
- Heusser, Hans (1892–1942), Schweizer Komponist und Dirigent
- Heusser, Harry (1886–1943), österreichischer Maler
- Heusser, Heinrich (1894–1967), Schweizer Urologe und Chirurg
- Heusser, Huldreich (1889–1928), Schweizer Rennfahrer
- Heusser, Jakob (1895–1989), Schweizer Politiker (BGB)
- Heusser, Jakob Christian (1826–1909), Schweizer Geologe und Mineraloge
- Heusser, Johann Jakob (1783–1859), Schweizer Arzt
- Heusser, Lars (* 1972), Schweizer Klarinettist, Komponist und Musikpädagoge
- Heusser, Markus (* 1972), Schweizer Primarlehrer, Musiker und Librettist
- Heusser, Peter (* 1950), Schweizer Mediziner und Anthroposoph
- Heußer, Robin (* 1998), deutscher Fußballspieler
- Heusser-Markun, Regula (* 1943), Schweizer Journalistin, Schriftstellerin und freischaffende Publizistin
- Heusser-Schweizer, Meta (1797–1876), Schweizer Schriftstellerin
- Heusser-Staub, Jakob (1862–1941), Schweizer Industrieller
- Heussi, Karl (1877–1961), deutscher evangelischer Kirchenhistoriker, Autor und Rektor
- Heussinger, Adalbero (1923–2011), deutscher Priester, Angehöriger und Pater der Franziskaner-Minoriten
- Heußinger, Marc (* 1966), deutscher Manager
- Heussinger, Werner H. (* 1970), deutscher Ökonom und Autor
- Heußlein von Eußenheim, Adam Joseph Maria Valentin Donat (1755–1830), Domkapitular zu Würzburg
- Heußlein von Eußenheim, Carl Leo Donat (1838–1870), bayerischer Offizier
- Heußlein von Eußenheim, Franz Anton Donat (1742–1805), fränkischer Obristlieutenant und Hochfürstlich-Würzburgischer Kammerherr
- Heußlein von Eußenheim, Karl Anton Franz Donat (1756–1803), fränkischer Rittmeister und Hochfürstlich-Würzburgischer Kammerherr
- Heussler, Ernst Georg (1903–1982), Schweizer Maler, Grafiker und Plastiker
- Heussler, Hey (* 1932), Schweizer Malerin, Zeichnerin und Grafikerin
- Heussler, Olivia (* 1957), Schweizer Video- und Fotokünstlerin
- Heussler, Paul Josef (1890–1966), deutscher SS-Obersturmführer und Kommandant des KZ Barth
- Heussler, Valery (1920–2007), Schweizer Malerin und Plastikerin
- Heussler, Volker (* 1962), deutscher Parasitologe
- Heussner, Franz (* 1842), deutscher Architekt
- Heußner, Hermann (1926–1996), deutscher Jurist, Richter am Bundessozialgericht und des Bundesverfassungsgerichts
- Heustreu, Philipp Christian, deutscher Librettist

### Heut
- Heut, Peter (1894–1942), deutsch-russischer römisch-katholischer Geistlicher und Märtyrer
- Heute, Rainer (* 1962), deutscher Jazzmusiker (Saxophon, Klarinette, Flöte)
- Heute, Wilhelm (1883–1935), deutscher Schriftsteller
- Heute-Bluhm, Gudrun (* 1957), deutsche Kommunalpolitikerin der CDU, Bürgermeisterin der Stadt LörrachGudrun Heute-Bluhm (* 1957)

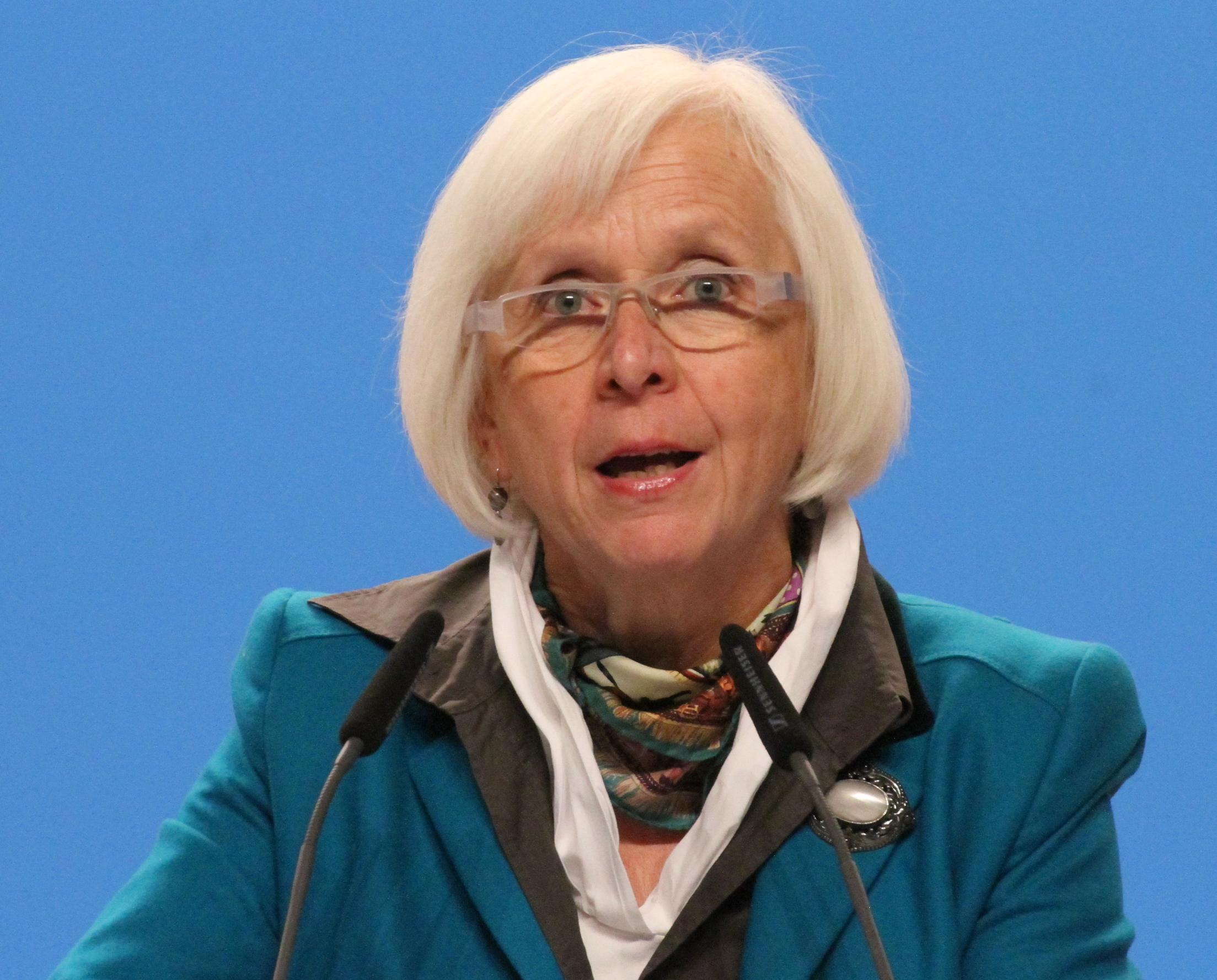
Gudrun Heute-Bluhm (* 1957)

- Heuterus, Pontus (1535–1602), niederländischer Historiker und Geistlicher
- Heutger, Nicolaus (1932–2008), deutscher lutherischer Theologe, Numismatiker, Judaist und Historiker
- Heutmann, Hendrik (* 1982), deutscher Schauspieler
- Heutmekers, Luca (* 1993), niederländischer Eishockeyspieler
- Heuton, Cheryl, US-amerikanische Drehbuchautorin und Produzentin
- Heutschi, Urs Viktor (1843–1899), Schweizer Bankier und Politiker
- Heutschi, Walter (1944–2023), Schweizer Unternehmer und Mobilfunkpionier
- Heutsz, J. B. van (1851–1924), niederländischer Offizier und Kolonialverwalter, Generalgouverneur von Niederländisch-Indien (1904–1909)
- Heutte, François (* 1938), französischer Fußballspieler
- Heutzenröder, Heike (* 1969), deutsche Badmintonspielerin

### Heuv
- Heuvel, André van den (1927–2016), niederländischer Schauspieler, Regisseur, Sänger und Bildhauer
- Heuvel, Christine van den (* 1952), deutsche Historikerin und Archivarin
- Heuvel, Ed van den (* 1940), niederländischer Astrophysiker
- Heuvel, Eric (* 1960), niederländischer Comiczeichner
- Heuvel, Erica van den (* 1966), niederländische Badmintonspielerin
- Heuvel, Gerd van den (* 1954), deutscher Historiker und Germanist im Leibniz-Archiv in Hannover
- Heuvel, Ien van den (1927–2010), niederländische Politikerin und Vorsitzende der PvdA, MdEP
- Heuvel, Ivy van den (* 1988), niederländischer Eishockeyspieler
- Heuvel, Louise van den (* 1997), niederländische Fusionmusikerin (Bass, Komposition)
- Heuvel, Willem van den (1874–1925), niederländischer Porträtmaler, Radierer und Lithograf
- Heuvelmann, Magdalene (* 1959), deutsche Historikerin, Autorin und Kommunalpolitikerin
- Heuvelmans, Bernard (1916–2001), belgisch-französischer Zoologe
- Heuvelmans, Leopold (* 1945), belgischer Radrennfahrer
- Heuvelmans, René (1943–2021), belgischer Radrennfahrer
- Heuven Goedhart, Gerrit Jan van (1901–1956), niederländischer Jurist und UN Hochkommissar für Flüchtlinge
- Heuver, Maayke (* 1990), niederländische Fußballspielerin
- Heuvers, Aloys (1888–1967), deutscher Maschinenbauer

### Heuw
- Heuwer, Hans, sächsischer Amtshauptmann
- Heuwer, Herta (1913–1999), deutsche Erfinderin der pikanten Chillup-Sauce für die Currywurst
- Heuwieser, Albert (1872–1947), deutscher Richter in Bayern
- Heuwieser, Max (1878–1944), deutscher katholischer Geistlicher, Heimatforscher
- Heuwieser, Wolfgang, deutscher Veterinärmediziner und Universitätsprofessor
- Heuwinkel, Friedel (* 1950), deutscher Politiker (CDU) und ehemaliger Landrat des Kreises Lippe
- Heuwold, Else, deutsche Politikerin (DDP)
- Heuwold, Martin (* 1976), deutscher Graffiti- und Streetart-Künstler

### Heuy
- Heuyer, Georges (1884–1977), französischer Psychiater
- Heuyng, Alois (1890–1973), deutscher Kommunalpolitiker der NSDAP

### Heuz
- Heuzeroth, Günter (* 1934), deutscher Autor
- Heuzey, Léon (1831–1922), französischer Archäologe